# Metodo Suzuki
(Shinichi Suzuki)
Il metodo Suzuki (スズキ・メソード?, Suzuki mesōdo, "Suzuki method"), detto anche educazione al talento, metodo madrelingua, oppure movimento Suzuki, è una filosofia educativa per l'apprendimento musicale che è stata elaborata nella prima metà del XX secolo dal violinista giapponese Shinichi Suzuki (鈴木 鎮一?, Suzuki Shin'ichi).
Il metodo Suzuki lavora sullo studente, nutrendo di stimoli il suo ambiente e sviluppandone contemporaneamente sia la maturazione artistica e tecnica, sia la moralità e il carattere.

## Cos'è il metodo
Shinichi Suzuki lasciò il Giappone per trasferirsi in Germania a studiare il violino negli anni 1930. Tuttavia, il reale motivo del suo arrivo in Occidente era quello di comprendere il vero significato dell'arte, risposta che sperava di trovare nell'Europa di quel periodo. A Berlino studiò violino con Karl Klinger, allievo di Joseph Joachim e affermato insegnante di tale strumento, divenne intimo amico di Albert Einstein e conobbe le nuove idee sull'educazione dei bambini che si stavano diffondendo grazie alla generazione di Maria Montessori e Jean Piaget.
Questa esperienza fu fondamentale sia nell'ideazione che nello sviluppo del metodo di apprendimento musicale. La sintesi di tale "apprendimento", avvenuto in quel ricco e variegato panorama culturale, si riassunse alla fine nella sua frase: «L'arte non è qualcosa che sta sopra o sotto di me, l'arte è legata alla mia essenza più profonda».
Questa profondità d'indagine, la ricchezza della cultura musicale europea e la messa a punto di nuovi e rivoluzionari metodi educativi, in cui il bambino diventava soggetto, furono dunque il fertile terreno da cui nacque il "Metodo Suzuki". Il repertorio appreso dagli studenti del metodo Suzuki, dai brani più semplici fino ai pezzi da concerto, si rifà interamente al patrimonio compositivo barocco o romantico dell'Europa, principalmente a quello della Germania, dell'Italia e della Francia. Nel suo libro Suzuki fa riferimento a Pablo Casals e ad altri esecutori europei come modelli di studio per gli studenti, intendendo sottolineare l'importanza di una corretta imitazione del suono e di un buon dominio tecnico nel momento in cui si muovono i primi passi nell'esecuzione strumentale.
Suzuki aveva compreso che proprio "l'imitazione" è alla base del processo d'apprendimento umano nei primi stadi della vita e, attraverso il metodo che egli chiamò "della lingua madre", dimostrò che si poteva insegnare ad un bambino così come gli si insegna a parlare. Come, infatti, un bambino impara a parlare ascoltando e ripetendo continuamente le parole dette infinite volte dai genitori, così impara a suonare ascoltando e ripetendo continuamente un frammento musicale, un ritmo, una melodia che gli stessi genitori, "addestrati" dall'insegnante, gli proporranno nel corso della giornata affinché gli risultino familiari.
Poiché la musica sarà a questo punto entrata a far parte in modo del tutto naturale della vita del bambino e della sua famiglia, diventerà per loro "metodo di vita", attraverso il quale verrà costruito il carattere, si coltiverà il buon gusto, si svilupperanno le buone maniere, si imparerà ad entrare in relazione con gli altri rispettando le regole, ma anche affinando la propria sensibilità; soprattutto si troverà in essa quella compagnia che non verrà mai meno, ancor più se si sarà in grado di suonare uno strumento.
Inoltre, attraverso l'inserimento nei gruppi di ritmica, prima, e d'orchestra, poi, il bambino (con i suoi genitori) si potrà confrontare costantemente con i suoi compagni, imparando a capire in modo concreto il proprio ruolo all'interno di un gruppo, il proprio stile particolare, la propria capacità di stare e di fare con gli altri senza rinunciare ad essere, come direbbe Suzuki, "profondamente se stesso". Elevato obiettivo, questo, ma, come dicono gli orientali: "Bisogna mirare alla luna per colpire l'aquila". In queste parole ritroviamo tutto lo spirito delle scuole Suzuki: massimo impegno di tutti (allievi, genitori, insegnanti) per perseguire i livelli di studio e preparazione e l'ingresso nell'orchestra, che è la grande ambizione di tutti i bambini.